# Things We Lost in the Fire (bài hát)
Things We Lost in the Fire là đĩa đơn thứ sáu của ban nhạc Anh Bastille, từ album phòng thu đầu tay của họ Bad Blood. Bài hát được phát hành như tải kỹ thuật số và đĩa 7-inch  vào ngày 24 tháng 8 năm 2013.

## Danh sách bài hát
Digital download 
1. "Things We Lost in the Fire" – 4:00
2. "Icarus" (Live from Queens' College, Cambridge) – 3:14
3. "Things We Lost in the Fire" (TORN Remix) – 5:23
4. "Things We Lost in the Fire" (Tyde Remix) – 4:50
5. "Things We Lost in the Fire" (Video) – 4:15
6. "Things We Lost in the Fire" (Live from Queens' College, Cambridge) (Video) – 4:06

7" Single 
1. "Things We Lost in the Fire" – 4:00
2. "Icarus" (Live from Queens' College, Cambridge) – 3:14

## Lịch sử phát hành
| Khu vực        | Ngày                     | Định dạng        | Nhãn           |
| -------------- | ------------------------ | ---------------- | -------------- |
| United Kingdom | ngày 26 tháng 8 năm 2013 | Digital download | Virgin Records |
| United Kingdom | ngày 26 tháng 8 năm 2013 | 7" Single        | Virgin Records |

## Bảng xếp hạng
| BXH (2013-2014)                                 | Vị trí cao nhất |
| ----------------------------------------------- | --------------- |
| Áo (Ö3 Austria Top 40)                          | 18              |
| Bỉ (Ultratop 50 Flanders)                       | 10              |
| Bỉ (Ultratip Wallonia)                          | 16              |
| Cộng hòa Séc (Rádio Top 100)                    | 10              |
| Pháp (SNEP)                                     | 147             |
| Trường songid là BẮT BUỘC CHO BẢNG XẾP HẠNG ĐỨC | 18              |
| Ireland (IRMA)                                  | 33              |
| Hà Lan (Single Top 100)                         | 62              |
| New Zealand (Recorded Music NZ)                 | 19              |
| Ba Lan (Polish Airplay Top 100)                 | 12              |
| Scotland (OCC)                                  | 29              |
| Slovakia (Rádio Top 100)                        | 1               |
| Thụy Sĩ (Schweizer Hitparade)                   | 53              |
| Anh Quốc (OCC)                                  | 28              |
| Hoa Kỳ Hot Rock Songs (Billboard)               | 47              |